# یاکوف ترنر
یاکوف ترنر( به عبری: יעקב טרנר، زادهٔ ۲۷ فوریه ۱۹۳۵– درگذشتهٔ ۲۷ اکتبر ۲۰۲۴) شهردار بئرشبا بود. وی پیش‌از انتخاب به‌عنوان شهردار، خلبان نیروی هوایی اسرائیل و رئیس پلیس اسرائیل بود. ترنر بنیان‌گذار و رئیس موزه نیروی هوایی اسرائیل بود.

## زندگی شخصی
یاکوف ترنر در کفار یونا، فلسطین تحت قیمومیت، از والدینی یهودی از مجارستان و لهستان متولد شد. وی در رشته علوم رفتاری از دانشگاه بن گوریون فارغ‌التحصیل شد.

## شغل نظامی و پلیسی

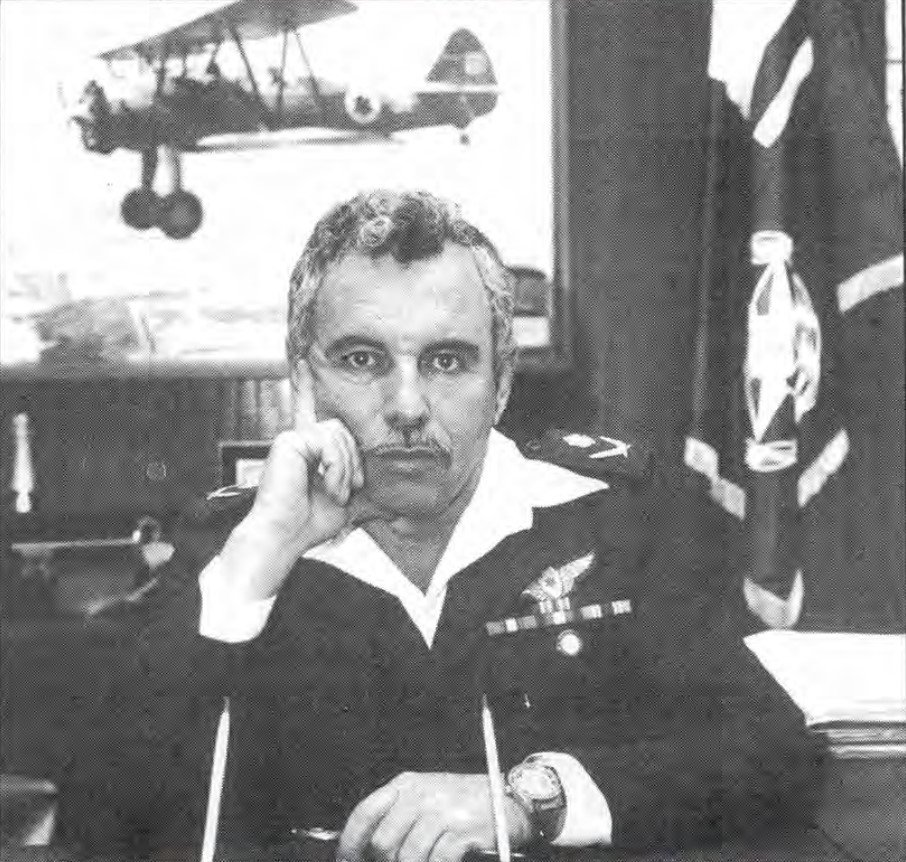
یاکوف ترنر

ترنر در سال ۱۹۵۳ در نیروی هوایی اسرائیل ثبت‌نام نمود و در سال ۱۹۸۵ به‌عنوان سرتیپ بازنشسته شد. در جنگ یوم کیپور او یک خلبان اف-۴ فانتوم دوم بود و در جنگ شش روزه و جنگ فرسایشی‌زا فرمانده یک سواره نظام نبرد هوایی بود.
وی در سال ۱۹۸۵ موزه نیروی هوایی اسرائیل را در پایگاه هوایی هاتزریم در نزدیکی شهر بئرشبع بنیان‌گذاری کرد.
پیش از خدمت سربازی، به پلیس اسرائیل پیوست و در سال ۱۹۹۰ کمیسر عمومی (فرمانده پلیس) شد و تا ۱۹۹۳ در این سمت بود. ترنر به‌عنوان رئیس شعبه اسرائیل انجمن پلیس بین‌المللی خدمت می‌نمود.

## شهردار

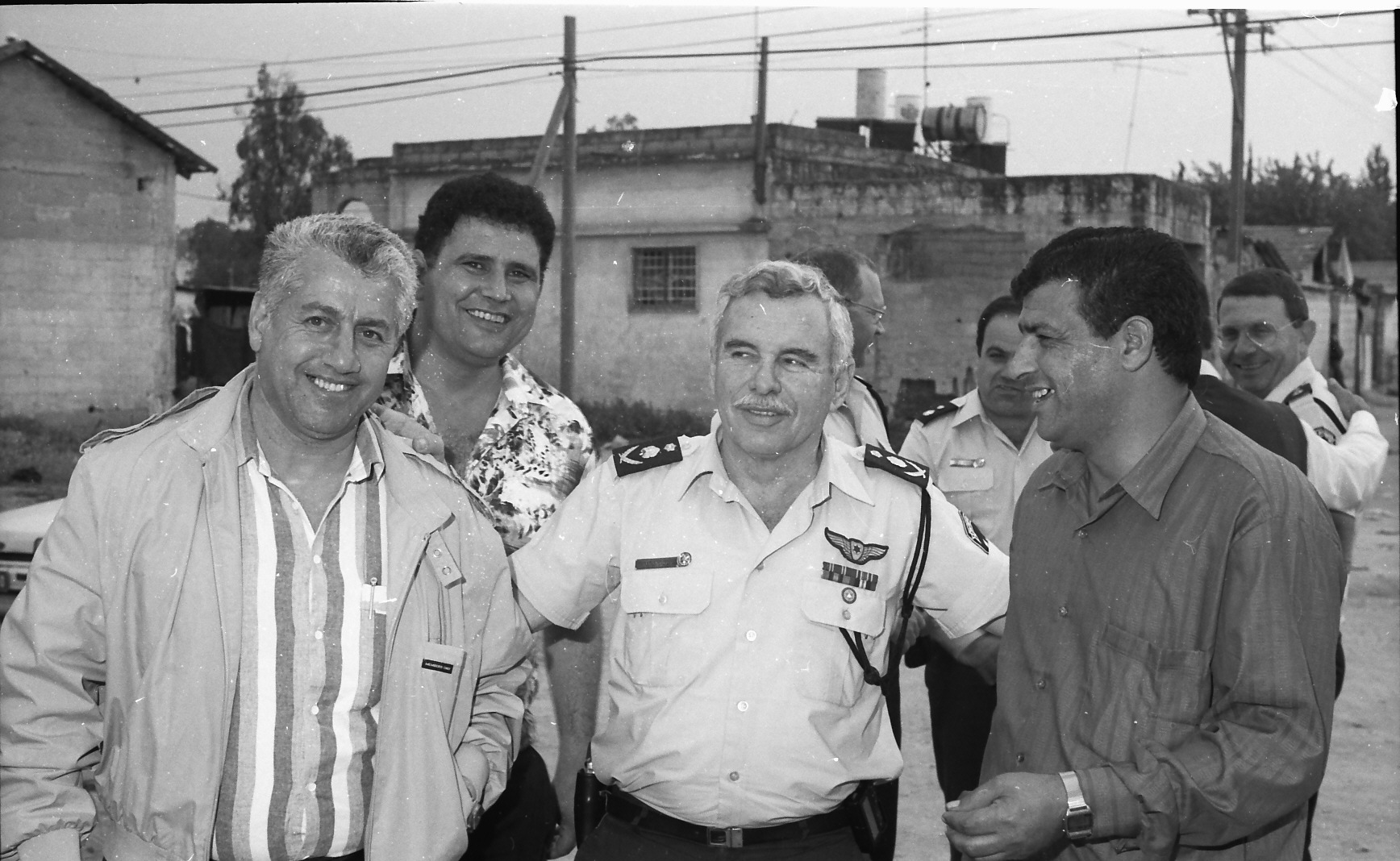
ترنر به‌عنوان رئیس پلیس، درحال بازدید از شهر لود

در سال ۱۹۹۸، ترنر به‌عنوان شهردار بئرشبع منتخب شد. وی با یک فهرست محلی منتخب شد، ولی با حمایت حزب کارگر اسرائیل، وی در سال ۲۰۰۳ مجدداً منتخب شد، اما در انتخابات سال ۲۰۰۸ به معاون پیشین خود، روویک دانیلوویچ، شکست خورد. ترنر ۳۰ درصد آرای را در مقابل ۶۰ درصد دانیلوویچ کسب نمود.
مجموعه ورزشی یاکوف ترنر که به‌خاطر او به این اسم نامیده شده است، شامل استادیوم ترنر ۱۶۰۰۰ نفری، سالن ورزشی چند‌منظوره و زمین‌های تمرین است.